# Jonas Haggren
Jonas Björnson Haggren, född 8 april 1964, är en svensk sjömilitär med tjänstegraden viceamiral. Haggren är sedan 1 juli 2023 svensk representant i Natos militärkommitté och var före dess chef för ledningsstaben samt förbandschef för Högkvarteret 2018–2022.

## Biografi
Haggren tog examen 1987 vid Kungliga Sjökrigsskolan. Efter att ha tjänstgjort på Västergötland- och Gotland-klassens ubåtar åren 1987–1995 utnämndes 1996 han till sekond på HMS Uppland. År 2000 utnämndes han till fartygschef för HMS Uppland och sedan fartygschef fram till 2001 för HMS Gotland.
Efter examen från Försvarshögskolan 2003 befordrades Haggren till kommendörkapten 2004 och kommenderades till Försvarsmaktens högkvarter, där han var ansvarig fram till 2007 för militär strategisk planering för de svenska insatserna i Liberia och Kongo. År 2007 blev han befordrad till kommendör och var stabschef vid Första ubåtsflottiljen i Karlskrona och var chef för Första ubåtsflottiljen åren 2009–2010. Haggren utnämndes till flottiljamiral 2010 och blev chef för produktionsledningens marinavdelning vid Försvarsmaktens högkvarter. I november 2014 befordrades han till konteramiral och blev chef för ledningsstabens inriktningsavdelning vid Försvarsmaktens högkvarter. Efter studier vid Royal College of Defence Studies åren 2013–2014 blev han våren 2015 styrkechef för Operation Atalanta. Den 20 september 2018 tillträdde han som chef för ledningsstaben i Försvarsmaktens högkvarter, samt därmed också förbandschef för Högkvarteret och Försvarsmaktens specialförband, med ett förordnande längst till den 31 augusti 2024. I samband med utnämnandet befordrades Haggren till viceamiral. I samband med att Högkvarteret omorganiserades 1 januari 2023 lämnade Haggren befattningen som chef för Högkvarteret. 1 juli 2023 tillträdde han befattningen som Sveriges representant i Natos militärkommitté, tillika svensk representant i Europeiska unionens militärkommitté.